# Sture (sjöblad)
Sture är en svensk medeltida frälseätt från Södra Ving i Ås härad. Kallas även Sjöbladsätten efter vapenskölden med tre balkvis ställda sjöblad, eller äldre stureätten. Ibland uppges att Sturenamnet övertagits från den äldre ätten via en okänd syster till Tune Anundsson (Vingätten, tre sjöblad) vilken var gift med en medlem av en annan västgötsk Stureätt.
- Sköld: I fält av guld tre balkvis ställda svarta sjöblad.
- Hjälm: Två svarta buffelhorn vardera besatta med tre sjöblad av guld.

Ätten uppträder år 1310 genom riksrådet Anund Sture som då var en av kung Birgers betrodda män men snart gick över till hertig Erik.

## Anund Sture
Riksrådet Anund Sture (död 1360 eller 1361), synes ha deltagit redan i det stora fredsmötet i Helsingborg 1310, vid vilket en tillfällig försoning påbörjades mellan kung Birger och hertigarna. 1321 tillhörde han hertiginnan Ingeborgs råd och belönades av henne samma år för gjorda tjänster. 1326 eller 1327 blev han riddare. Under Magnus Eriksson var han en av riksrådets förnämsta och mest betrodda medlemmar. Han var sålunda kunglig ståthållare i Skåne 1333 och svenskt ombud vid avslutandet av ett stillestånd med Lübeck 1352. Anund Sture var gift med Katarina Näskonungsdotter (Natt och Dag).
Magnus Anundsson Sture den föregåendes son, riksråd, liksom fadern bofast i Västergötland, var 1356 riddare och synes redan 1358 ha haft plats i riksrådet. I striden mellan Magnus Eriksson och mecklenburgarna stod han troget på den förres sida ända till 1371 års förlikning Magnus Sture nämnes sista gången 1391. Han var gift med en dotter till Algot Magnusson (griphuvud), som säkerligen var en sonson till den från Magnus Ladulås historia bekante västgötalagmannen Algot Brynjolfsson.

## Sten Sture den äldre

Sten Sture den äldres intåg i Stockholm, målning av Georg von Rosen från 1864.

Sten Sture den äldre, var den föregåendes sonsons son, riksföreståndare, född omkring 1440, död 14 december 1503 i Jönköping, var son till riksrådet och hövitsmannen på Kalmar slott, Gustaf Sture och konung Karl Knutssons halvsyster Birgitta Stensdotter (Bielke). Han blev redan 1444 faderlös. Modern gifte om sig med riksrådet Gustaf Karlsson (Gumsehuvud), och Sten Sture torde ha uppfostrats i deras hem, dels i Kalmar, där styvfadern en tid var hövitsman, dels på Ekholmens gård i Uppland.
Sten Sture var riksföreståndare över Sverige mellan 1470 (antagligen kring midsommartiden) och 1497 och därefter från 1501 fram till sin död, samt riddare och hövitsman över Stockholm. Han var gift med Ingeborg Åkesdotter (Tott) och segrare i slaget vid Brunkeberg. Ätten utslocknade med honom år 1503.